# بيش (نبتة عشبية)

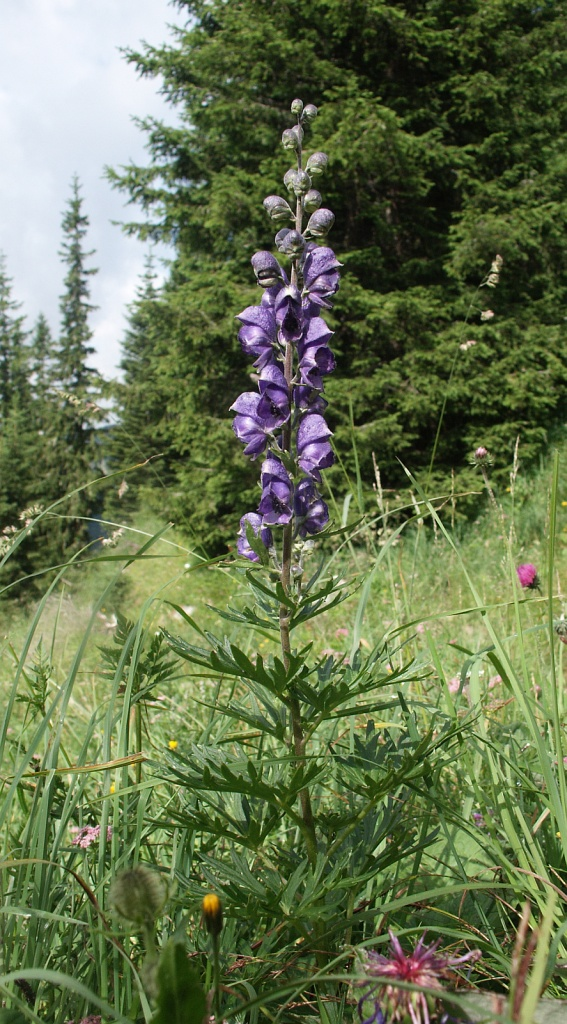
نبات البيش

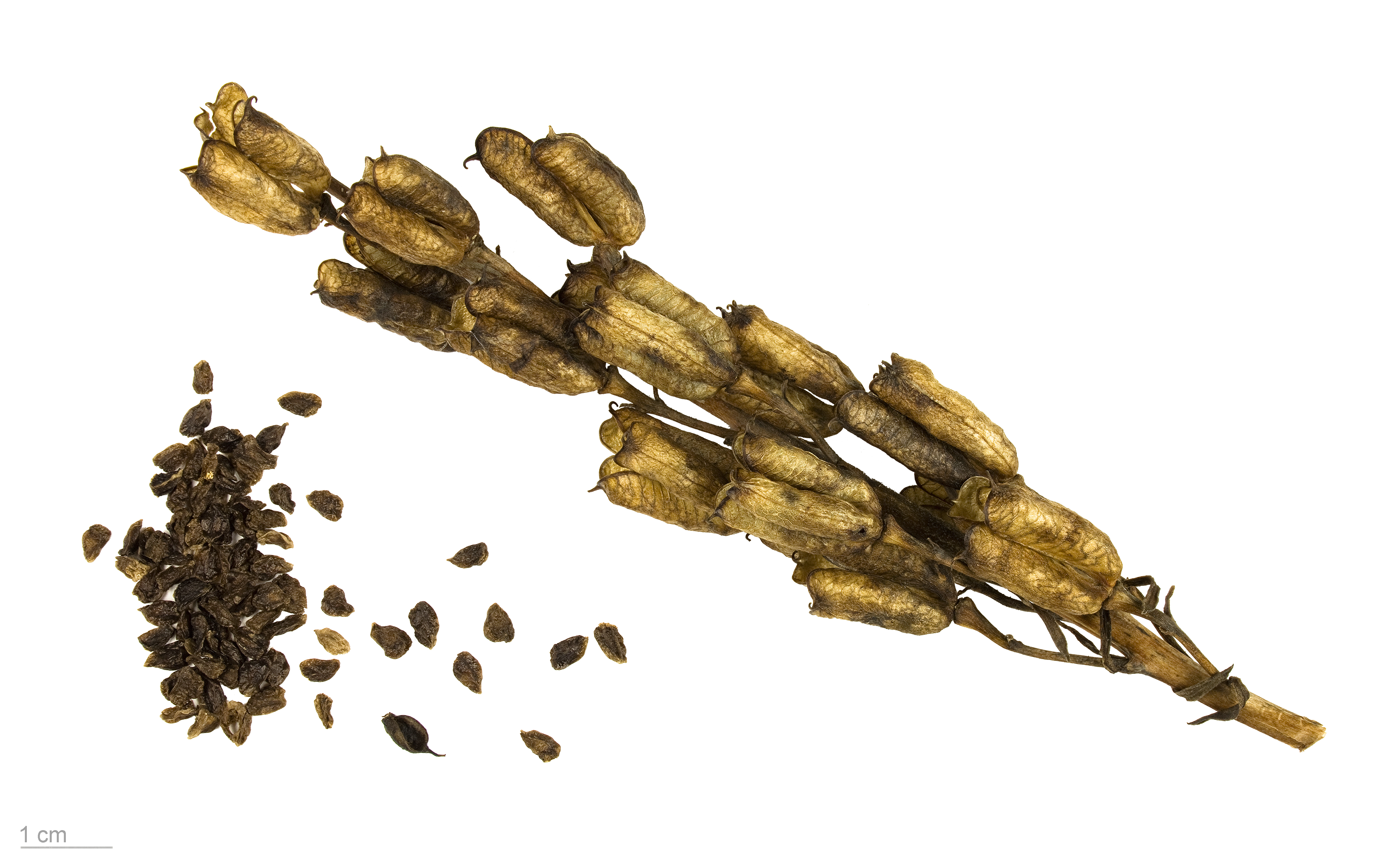
Aconitum napellus

البيش أو خانق النمر أو اكونيت هرمي أو قلنسوة الراهب هي نبتة عشبية معمرة سامة جميلة الأزهار، يتراوح ارتفاعها بين متر ومترين، وأوراقها ريشية معنقة متعاقبة ،أزهارها عنقودية التجميع، هرمية الشكل.

## الأسماء الشائعة
من أسمائه الشائعة:
- أقونيط
- أكونيتم
- خانق الدب
- قاتل الذئب
- قلنسوة الراهب

## الموطن
أغلب دول حوض البحر الأبيض المتوسط.

## الموسم
تزهر خلال أشهر يوليو وأغسطس وسبتمبر.

## الخواص
العقار سام، عديم الرائحة، أما مذاقه فحريف لاذع

## الاستعمالات
تخفيف الآلام العصبية
قبل أنتهاء فترة الأزهار بقليل، تنتزع العساقيل الفتية وتنظف ثم تشق إلى جزأين تجفف جيدًا اصطناعيا على ألا تزداد حرارة المجفف على 40 درجة مئوية.
يعمل كمنبه ثم كمسكن للجهاز العصبي المركزي المحيطي، وتدخل هذه النبتة في تصنيع بعض الأدوية داخاليا، في معالجة الآلام العصبية، والروماتيزم العضلي والمفصلي، كذلك معالجة العصب.

## المحذورات
العقار سام، لاتستعمل كل الأدوية التي يدخل هذا العقار ضمن تركيبها إلا بناء على وصفة طبية